# Тогто
40°16′28″ пн. ш. 111°11′27″ сх. д. / 40.27454° пн. ш. 111.19096° сх. д.
Тогто (кит. 托克托县, пін. Tuōkètuō Xiàn, трансліт. Togtoh) — один із повітів КНР у складі префектури Хух-Хото, Внутрішня Монголія. Адміністративний центр — містечко Шуанхе.

## Географія
Тогто лежить на лівому березі Хуанхе у передгір'ях пасма Даціншань.

### Клімат
Повіт знаходиться у зоні, котра характеризується кліматом помірних степів. Найтепліший місяць — липень із середньою температурою 23,7 °C. Найхолодніший місяць — січень, із середньою температурою -11,1 °С.
| Клімат повіту Тогто     | Клімат повіту Тогто | Клімат повіту Тогто | Клімат повіту Тогто | Клімат повіту Тогто | Клімат повіту Тогто | Клімат повіту Тогто | Клімат повіту Тогто | Клімат повіту Тогто | Клімат повіту Тогто | Клімат повіту Тогто | Клімат повіту Тогто | Клімат повіту Тогто | Клімат повіту Тогто |
| Показник                | Січ.                | Лют.                | Бер.                | Квіт.               | Трав.               | Черв.               | Лип.                | Серп.               | Вер.                | Жовт.               | Лист.               | Груд.               | Рік                 |
| Середній максимум, °C   | −4,2                | 1,2                 | 8,5                 | 17,6                | 24,3                | 28,6                | 30,1                | 27,6                | 22,9                | 15,6                | 5,6                 | −2,2                | 14,6                |
| Середня температура, °C | −11,1               | −5,9                | 1,5                 | 10,3                | 17,3                | 21,8                | 23,7                | 21,4                | 16                  | 8,5                 | −1                  | −8,7                | 7,8                 |
| Середній мінімум, °C    | −16,4               | −11,5               | −4,3                | 3,3                 | 10                  | 15                  | 17,7                | 15,8                | 10                  | 2,8                 | −5,8                | −13,5               | 1,9                 |
| Норма опадів, мм        | 3.2                 | 4.1                 | 11.5                | 18                  | 33.5                | 41.4                | 80.3                | 80.4                | 46                  | 22                  | 6.6                 | 3.2                 | 350.2               |
| Вологість повітря, %    | 59                  | 51                  | 44                  | 36                  | 39                  | 47                  | 58                  | 64                  | 61                  | 57                  | 56                  | 58                  | 52.5                |
| ----------------------- | ------------------- | ------------------- | ------------------- | ------------------- | ------------------- | ------------------- | ------------------- | ------------------- | ------------------- | ------------------- | ------------------- | ------------------- | ------------------- |
| Джерело: data.cma.cn    |                     |                     |                     |                     |                     |                     |                     |                     |                     |                     |                     |                     |                     |